# 永遠のナギ節
永遠のナギ節（えいえんのナギせつ / Eternal Calm）とは、『ファイナルファンタジーX』の世界で、召喚士・ユウナが『シン』の根源であるエボン＝ジュを討ち果たし、『シン』が永遠に存在しなくなってからのスピラの暦のことである。

## 死の螺旋とエボン＝ジュ
ナギ節とは、スピラにおいて『シン』がいない期間をいう。スピラでは、『シン』を倒す方法はただひとつだけであり、それは召喚士が自らの命と引き換えに発動する「究極召喚」だと長らく信じられてきた。
元々『シン』はエボン＝ジュを守るための鎧のような存在である。エボン＝ジュは、1000年前のザナルカンドを統治していた召喚士エボンの魂（化身）で、かつてのエボンの人格は残っておらず、ただひたすら「夢のザナルカンド」を召喚するだけの存在として『シン』の体内に存在し、エボン＝ジュ本体は、球体で虫のような形をしている。究極召喚によりこのエボン＝ジュが『シン』を倒した究極召喚獣に乗り移ることにより新たな『シン』となるが、新たな『シン』が活動を開始するまでには、大量の幻光虫のエネルギーを再び集めることが必要となる。その期間に限り『シン』が身を潜めているだけであり、この新たな『シン』が復活するまでの期間がナギ節となっているだけで、究極召喚により『シン』を完全に倒すのは不可能であった。
つまりどんなに多くの召喚士が命を捧げ、究極召喚を発動しようが、『シン』のいる期間とナギ節とが繰り返されるだけであったが、スピラの住民はもちろん、召喚士やそれに仕えるガードも「究極召喚が『シン』を倒す唯一にして絶対の方法だ」との教えを信じて疑わず、この事実を知ることはなかった。そのため、究極召喚を発動した召喚士はもちろん、『シン』を倒す旅の半ばでもたくさんの召喚士の命が無駄になっていった。ガードもまた召喚士を守ろうとして犠牲となっていった。
さらに、祈り子の正体も「死せる魂」であり、エボンの老師も死人である。エボン教の闇の部分を含め、全ての真実を知っているアーロンは作中において、この世界に死が満ちていることを「死の螺旋」と表現しており、それが「スピラ」の名の由来となっている。

## 永遠のナギ節
ユウナは、『シン』を倒した究極召喚獣にエボン＝ジュが乗り移ることにより、新たな『シン』が生まれるという事実をバハムートの祈り子から知ったことから、究極召喚を用いることなく、『シン』のもととなるエボン＝ジュを直接倒すことにより『シン』を完全に討ち果たすことに成功した。
これにより、『永遠のナギ節』を達成し、ユウナは唯一にして初めて「生きた大召喚士」となった。永遠のナギ節が訪れたことで、スピラは1000年あまり続いた「死の螺旋」から解放され、それから2年後のX-2の世界では科学の発展が見て取れるようになる。
ちなみに、エボン＝ジュとのバトルではメンバー全員が自動的に「リレイズ状態」になるが、これは実質的にその前のジェクト〜召喚獣との戦いがラストバトルであり、エボン＝ジュ戦はエンディングの一環という認識であるとスタッフが語っている。当初はエボン＝ジュ戦の最中にスタッフロールを流すという案も検討された。

## 歴代のナギ節
ユウナレスカが究極召喚によって『シン』を倒したのを最初に、永遠のナギ節が訪れる前までには4度のナギ節が訪れている。
- ガンドフのナギ節（約400年前）
- オハランドのナギ節（約230年前）
- ヨンクンのナギ節（約100年前）
- ブラスカのナギ節（約10年前）
- 永遠のナギ節（『FFX』）

シン復活の期間がどんどん早まっており、もっとも新しいシンはわずか1年で復活を遂げている。約10年前の「ブラスカのナギ節」は、ユウナの父親である大召喚士ブラスカの功績である。
上記の節に挙げた理由から、いずれも数ヶ月から数年後に『シン』は復活し、束の間の安息に終わった。『シン』を倒しナギ節をもたらした召喚士には、その功績をたたえ「大召喚士」の称号が与えられ、それぞれのナギ節には彼らの名前を冠する。しかしユウナがもたらした5度目のナギ節は、『シン』が永遠に存在しない状態となったため、「永遠のナギ節」と呼ばれる。